# Gay-for-Pay
Der Begriff Gay-for-Pay (englisch für homosexuell gegen Bezahlung) bezeichnet die schauspielerische Darstellung einer homosexuellen Person durch eine heterosexuelle Person oder die Ausübung des Geschlechtsaktes durch eine heterosexuelle Person mit einer solchen gleichen Geschlechts gegen ein Entgelt. Der Begriff findet in der Sexindustrie gängige Verwendung, da diese Praxis immer häufiger in homosexuellen Pornofilmen ausgeübt wird.

## In der Pornografie

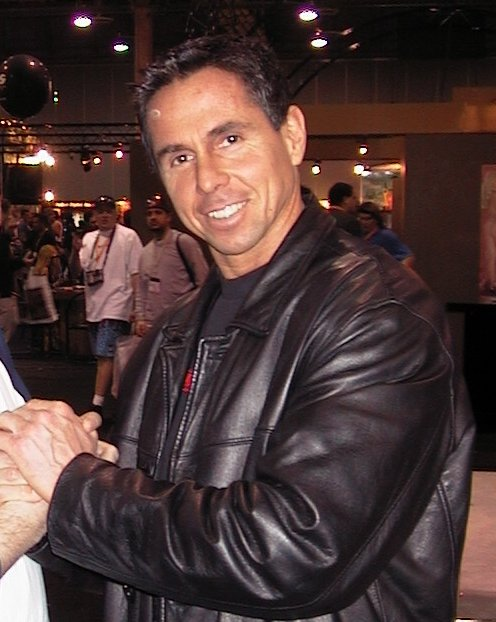
Peter North, Gay-for-Pay-Darsteller

In der Pornofilmbranche tätige Menschen, die diese Praktik ausüben, können sowohl Amateure, als auch professionelle Darsteller sein, die sich als heterosexuell identifizieren, aber sich für ein reguläres Gehalt mit Personen gleichen Geschlechts sexuell betätigen oder in erster Linie andere sexuelle Erfahrungen sammeln wollen. Einige Darsteller, die unter diesem Label vermarktet werden, sind in Wirklichkeit bisexuell oder gar homosexuell. Die Darsteller sind nicht demselben Stigma wie professionelle Darsteller der homosexuellen Pornofilmindustrie ausgesetzt und können ihre Popularität steigern. Obwohl Gay-for-Pay ausübende heterosexuelle, männliche Pornodarsteller bei Geschlechtsakten überwiegend die aktive Rolle (Top) einnehmen, können sie prinzipiell auch in der passiven Rolle (Bottom) eingesetzt werden. Prominente Beispiele sind die Pornodarsteller Kris Evans und Kristen Bjorn. Das Unternehmen Bel Ami, bei dem beide Darsteller unter Vertrag standen, sucht und vermarktet gezielt solche Darsteller. In einigen Fällen arbeiten die Darsteller parallel in der hetero- sowie homosexuellen Pornoindustrie, um eine langfristige Tätigkeit in der Pornofilmbranche sicherzustellen.
Da einige homosexuelle Männer heterosexuelle Männer als Objekte der Fantasie betrachten, vermarkten einige Unternehmen ihre (homo- oder bisexuellen) Pornodarsteller als heterosexuell, um den Umsatz zu erhöhen. Es gibt auch homo- oder bisexuelle Männer, die sich aus persönlichen Gründen wünschen, als heterosexuell vermarktet zu werden. Jedoch schätzen viele Menschen die Darsteller falsch ein, denn sie wollen oft nicht glauben, dass es sich bei den Darstellern tatsächlich um heterosexuelle Männer handelt. In Japan findet diese Praxis häufige Anwendung, womit Gay-for-Pay in den dortigen homosexuellen Pornofilmen überwiegt. Bedeutende und kommerziell erfolgreiche Produktionsfirmen wie Games Video Production casten wöchentlich durchtrainierte, heterosexuelle Männer, die in homosexuellen Pornofilmen als Darsteller in der Passivrolle zum Einsatz kommen. In der homosexuellen Pornoindustrie in Japan ist der Umsatz für Pornofilme mit Gay-for-Pay-Darstellern wegen der höheren Nachfrage größer als in den USA und Europa. Um Darsteller vor dem gesellschaftlichen Abstieg zusätzlich zu schützen, werden ihre Gesichter auf Werbebildern und in Vorschauen verpixelt, in den Pornofilmen selbst jedoch nicht.

### Motivation
Viele heterosexuelle Männer praktizieren Gay-for-Pay, weil homosexuelle Darbietungen wesentlich besser bezahlt werden als heterosexuelle und die Tätigkeit als Darsteller in schwulen Pornofilmen höhere Aussichten auf Ruhm und damit kommerziellen Erfolg verspricht, die für männliche Darsteller in heterosexuellen Pornofilmen deutlich geringer sind, da hierbei der Fokus auf den weiblichen Darstellern liegt. Wenn erfolgreiche Gay-for-Pay-Darsteller ihre Karriere beenden, beginnen sie häufig eine Tätigkeit als Darsteller in der heterosexuellen Pornofilmbranche oder werden als Bodybuilder tätig, wie beispielsweise Zeb Atlas.
Heterosexuelle, männliche Webcam-Models sind sich der sexuellen Orientierung ihrer Zuschauer bewusst und passen sich daher meistens gewollt an, da sie mit der spezifischen Ausrichtung ihrer Darbietungen an ihr Publikum mehr Profit erzielen. Die Motive der Webcam-Models für die Aufnahme ihrer Tätigkeit sind unterschiedlich. Einige geben an, dass ihre Tätigkeit lediglich einen Nebenerwerb darstellt, während sich andere wegen einer finanziellen Notlage dazu entschlossen als Webcam-Models tätig zu werden oder nur Freude an der öffentlichen Darstellung ihres eigenen Körpers haben. 
In jüngster Zeit hat sich die Popularität der Gay-for-Pay-Darsteller durch die Möglichkeiten der neuen Social-Media-Plattformen wie beispielsweise OnlyFans immens erhöht. Auf diesen Plattformen kann man Fotografien und Videos sexueller Darbietungen veröffentlichen, die dann aber nur von Abonnenten auf eigene Kosten angesehen werden können. Ein Abonnement kann beispielsweise 12,99 US-Dollar pro Monat je Darsteller bei 800 Abonnenten kosten, weswegen sich viele nach den Feedbacks ihrer Abonnenten richten oder aufwendigere Darbietungen vollführen. Um den eigenen Bekanntheitsgrad zu erhöhen, verfügen viele dieser Models über ein Instagram- und Twitter-Account, auf denen Ausschnitte von Szenen aus ihren Videos veröffentlicht werden. Der Grund für die steigende Beliebtheit könne u. a. auf den Rückgang der Homophobie in der Gesellschaft zurückgeführt werden. Für viele junge Männer sei die öffentliche Selbstdarstellung, beispielsweise durch die Verbreitung von Aktfotografien im Internet, auch ein Teil ihrer sozialen, aber auch sexuellen, Identität, so John Mercer, Professor an der Birmingham City University. Einige Gay-for-pay-Models geben an, dass sie es sich nicht hätten vorstellen können, dass irgendwann heterosexuelle Männer als Webcam-Models sexuelle Darbietungen für ein homosexuelles, männliches Publikum im Internet vollführen würden. Die Gay-for-pay-Webcam-Models wählen für ihre Videos ungewöhnliche Handlungsorte aus, praktizieren häufig Dirty Talk, benutzen bei ihren Darbietungen einschlägige Sexspielzeuge oder wenden verschiedene Masturbationstechniken an.

## Bekannte Darsteller (Auswahl)
- Castro Supreme
- Criss Strokes
- Kris Evans
- Kristen Bjorn
- Lukas Ridgeston
- Peter North
- Zeb Atlas